# La spada di Avalon
La spada di Avalon è un romanzo fantasy facente parte del Ciclo di Avalon, che per anni ha impegnato la scrittrice statunitense Marion Zimmer Bradley fino alla sua morte nel 1999, e in seguito proseguito da Diana L. Paxson. È l'ultimo romanzo della serie, ambientato attorno all'anno 1000 a.C., narra della creazione della mitica spada Excalibur.

## Trama
Anderle, Signora di Avalon e custode degli antichi segreti di quel luogo, ha una visione in cui il giovane cugino Mikantor, figlio di cento re e ancora soltanto un bambino, viene brutalmente ucciso. Decide così di modificare la sua sorte e lo nasconde in un villaggio (sotto mentite spoglie), senza che il bambino stesso sospetti la sua nobile ascendenza.
Arrivata l'età giusta, Mikantor viene riportato ad Avalon per essere addestrato: deve ricoprire il ruolo che gli spetta di diritto, ma proprio lì nasce l'amore tra lui e la figlia di Anderle, Tirilan. Insieme i due scopriranno la sua vera identità. Ma non saranno gli unici, colui che voleva ucciderlo, Galid, ora signore guerriero, farà di tutto per ostacolarne il fulgido destino, e lo venderà agli schiavisti (fingendo la sua morte e gettando nella disperazione Anderle e Tirilan). Mikantor, invece, arriverà al Mediterraneo e diventerà schiavo, e poi amico, del Principe Velantos, uno dei signori dell'Ellade.
Da qui cominceranno le sue avventure, che lo porteranno insieme a Velantos, a Corinto, oltre le Alpi e sul Mare del Nord, dove diventerà un guerriero e, infine, nuovamente in Britannia. Qui rivelerà la sua identità e reclamerà i suoi diritti di Signore di Avalon, sostenuto dalla popolazione, dove forgerà con un "martello delle stelle" un'arma prodigiosa: Excalibur.

## Edizione italiana
- Marion Zimmer Bradley e Diana L. Paxson, La spada di Avalon, Milano, Longanesi (coll. La gaja scienza), 2011,  p. 475, ISBN 978-88-304-2809-6.